# 니쓰시
니쓰시(일본어: 新津市)는 니가타현에 있었던 시이다.
도시는 1951년 1월 1일에 성립되었다. 2005년 3월 21일에 니쓰시는 나카칸바라군 가메다정, 고스도정, 요코고시정 및 니시칸바라군 니시카와정, 아지카타촌, 이와무로촌, 가타히가시촌, 나카노쿠치촌, 쓰키가타촌 그리고 시로네시, 도요사카시와 함께 확장된 니가타시에 편입되었다. 2007년 4월 1일에 이 지역은 아키하구의 일부가 되었다.
니가타시(구: 니시칸바라군 구로사키정 제외)로의 통근율은 28.4%(2000년 인구조사).

## 지리
아키하 구릉이 도시 남쪽으로 뻗어있다. 아키하 구릉 주변은 평야부이다. 시의 동쪽을 시나노강이, 서쪽을 아가노강이 흐르고 북쪽을 흐르는 소 아가노강이 두 강을 연결한다. 또한 니쓰 강이 도시 중앙부를 종관한다.

## 역사
- 1951년 1월 1일 - 니쓰시가 성립하였다.
- 1987년 11월 20일 - 기타코 철도(현재의 신에쓰 본선) 니쓰역이 개업하였다.
- 2005년 3월 21일 - 니가타시에 편입되었다.

## 교통

### 도로
- 반에쓰 자동차도
  - 국도 403호선
  - 국도 406호선

### 철도
- 동일본 여객철도
  - 신에쓰 본선
  - 반에쓰사이선
  - 우에쓰 본선

## 같이 보기
- 아키하구
- 니쓰역